# NGC 7412
NGC 7412 is een balkspiraalstelsel in het sterrenbeeld Kraanvogel. Het hemelobject werd op 2 september 1836 ontdekt door de Britse astronoom John Herschel.

## Synoniemen
- ESO 290-24
- MCG -7-47-4
- AM 2252-425
- IRAS 22529-4254
- PGC 70027